# Cactosoma chilensis
Cactosoma chilensis är en havsanemonart som först beskrevs av McMurrich 1904.  Cactosoma chilensis ingår i släktet Cactosoma och familjen Halcampidae. Inga underarter finns listade i Catalogue of Life.